# Israel Cohen

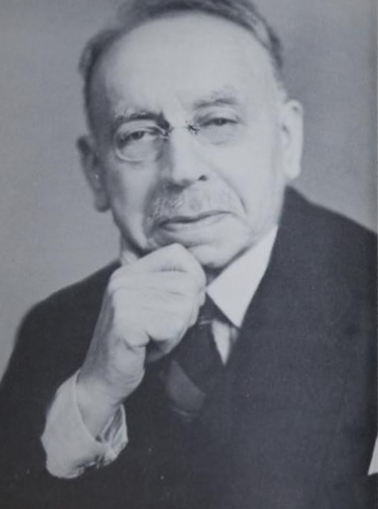
Israel Cohen

Israel Cohen (* 1879 in Manchester; † 26. November 1961 in London) war ein britischer Journalist und Zionistenführer.

## Leben und Tätigkeit
Cohen wuchs als Sohn polnisch-jüdischer Emigranten in Manchester auf. Er besuchte die jüdische Schule von Manchester (1884–1892) und dann die Grammar School der Stadt (1892–1895). Er studierte am Jews’ College und am University College London, wo er einen Bachelorabschluss erwarb.
Seit 1895 war Cohen in der zionistischen Bewegung aktiv. Nach der Bildung der World Zionist Organization auf dem Ersten Zionistenkongress in Basel im August 1897 schloss er sich dieser Organisation an. Von 1909 an leitete er die englische Sektion des Zionistischen Zentralbüros in Köln bzw. Berlin. Daneben arbeitete er während seiner Zeit in Deutschland als Berliner Korrespondent der Londoner Times und des Manchester Guardian. Zuvor hatte er bereits seit 1897 Beiträge für Zeitungen wie den Manchester Evening Chronicle und die Jewish World verfasst.
Auch sonst war Cohen ein überaus produktiver Autor: So veröffentlichte er mehr als ein Dutzend Bücher, in denen er sich schwerpunktmäßig mit den Themen Zionismus und Antisemitismus befasste.
Während des Ersten Weltkriegs wurde Cohen in Deutschland im November 1914 im Zivilgefangenenlager Ruhleben interniert, aus dem er nach 16 Monaten flüchtete. 1917 veröffentlichte er ein Buch über seine Erfahrungen während der Haftzeit. In dem Buch wird klar, wie die jüdischen Internierten von zwei Seiten unter Druck gerieten. Von den deutschen Wachmannschaften wurden sie mit antisemitischen Vorurteilen konfrontiert, und die englischen Mitgefangenen verdächtigten sie, dass sie ihre Freilassung zu erreichen versuchten, indem sie den Deutschen in Aussicht stellten nach ihrer Freilassung auf deren Seite gegen England zu kämpfen.
1918 wurde Cohen zum Sekretär der Zionistischen Weltorganisation in London ernannt. In den folgenden Jahren war er vor allem damit befasst, Verhandlungen für die Führung dieser Organisation mit politischen Stellen zu unternehmen sowie Geldmittel zur Finanzierung derselben.
Im Gefolge des Zionistischen Kongresses von 1921 in Karlsbad wurde Cohen vom Sekretär zum Generalsekretär der Zionistischen Organisation ernannt, was er bis 1939 blieb.
Ende der 1930er Jahre wurde Cohen als prominenter Jude im öffentlichen Leben Großbritanniens von den Polizeiorganen des NS-Staates als wichtige Zielperson eingestuft. Im Frühjahr 1940 setzte das Reichssicherheitshauptamt in Berlin ihn dann auf die Sonderfahndungsliste G.B., ein Verzeichnis von Personen, die im Falle einer erfolgreichen deutschen Invasion Großbritanniens durch die Sonderkommandos der SS-Einsatzgruppen mit besonderer Priorität ausfindig gemacht und verhaftet werden sollten.
1946 nahm er als Vorsitzender des Ausschusses für auswärtige Angelegenheiten (Foreign Affairs Committee) an der Pariser Friedenskonferenz teil.

## Schriften
- Israel in Italien, 1909.
- Zionist Work in Palestine, 1911.
- Jewish Life in Modern Times, 1914.
- Ruhleben Prison Camp. A Record of Nineteen Months' Internment, 1917. Digitalisat
- The Journey of a Jewish Traveller. 1925.
- A Ghetto Gallery, 1931.
- Britain's Nameless Ally, 1942.
- History of the Jews of Vilna, 1943.
- The Jews in the War, 1943.
- The Zionist Movement, 1946.
- The Progress of Zionis, 1947.
- A Jewish Pilgrimage. The Autobiography of Israel Cohen, Vallentine, London 1956.
- Theodore Herzl - Founder of Political Zionism, 1959.